# إغناء الأغذية

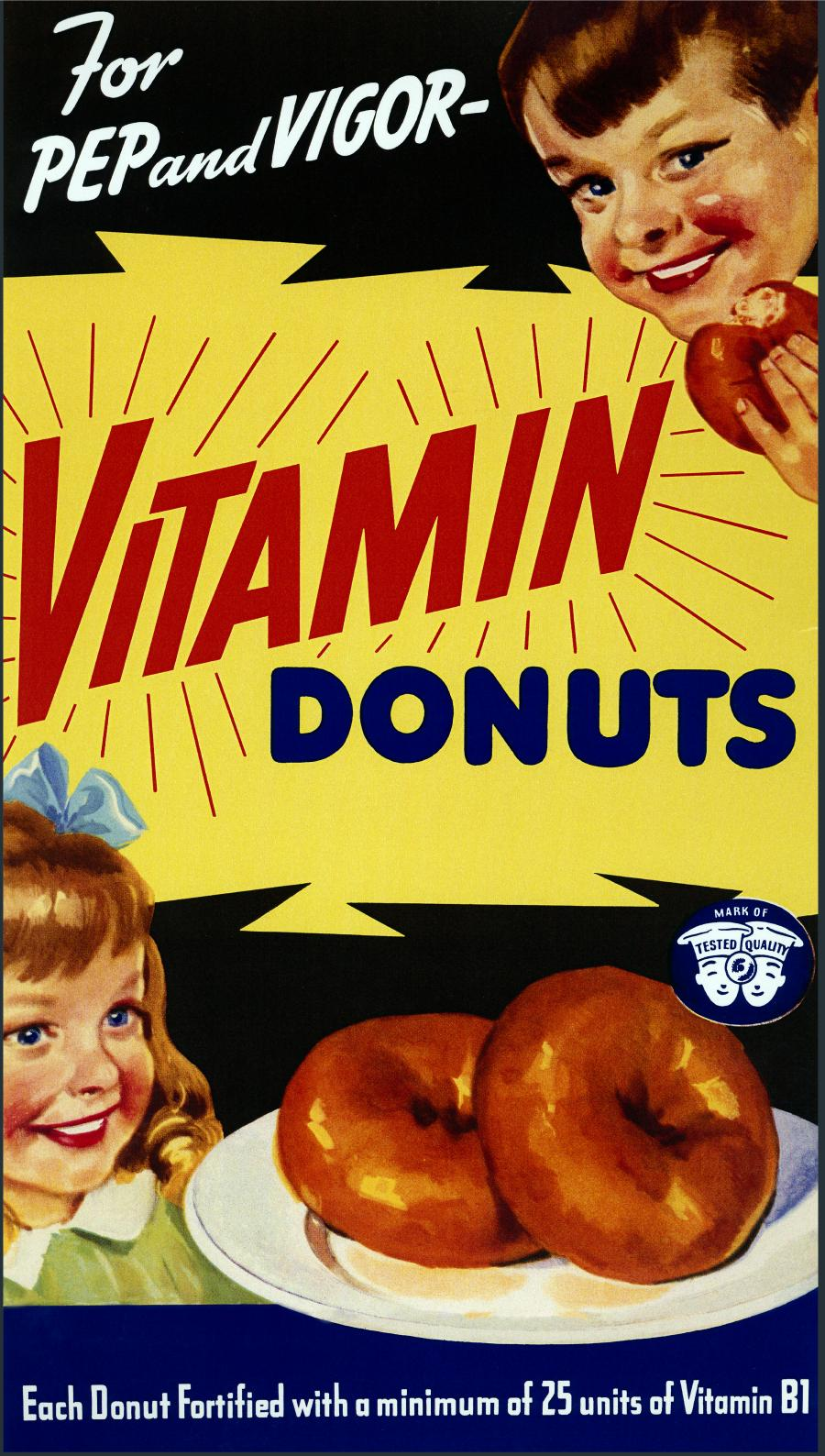

إغناء الأغذية أو إثراؤها، هو عملية إضافة المغذيات الصغرى (الفيتامينات والعناصر النزرة الضرورية) للطعام. يمكن لمصنعي الغذاء أن يقوموا بالأمر أو الحكومات باعتبار هذا سياسة صحة عامة تهدف إلى تقليل عدد الأشخاص المصابين بالعوز الغذائي ضمن السكان. قد تكون الحمية المتبعة في منطقة ما فقيرة بمغذيات محددة بسبب التربة المحلية أو النواقص الكامنة بالأغذية الرئيسة، فإضافة المغذيات الصغيرة إلى الأغذية الرئيسة والتوابل قد تحول دون انتشار أمراض العوز على نطاق كبير في هذه الحالة.
عرفت منظمة الصحة العالمية  ومنظمة الزراعة والغذاء للأمم المتحدة إغناء الأغذية على أنه «زيادة محتوى الطعام عمدًا في أحد المغذيات الصغرى، كالفيتامينات والأملاح المعدنية (بما يشمل العناصر النزرة)، وبالتالي تحسين جودة الإمدادات الغذائية وتقديم الفائدة للصحة العامة بأقل ضرر ممكن للصحة». أما الإثراء فيعرف على أنه «مرادف للإغناء ويشير إلى إضافة المغذيات الصغيرة -التي تُفقد أثناء التحضير- للطعام».
يُعتبر إغناء الأغذية الاستراتيجية الثانية من الاستراتيجيات الأربعة التي تتّبعها منظمة الصحة العالمية ومنظمة الزراعة والغذاء لتقليل حالات العوز الغذائي على نطاق عالمي. حددت منظمة الزراعة والغذاء الأغذية الأكثر تدعيمًا وهي الحبوب ومنتجات الحبوب والحليب ومشتقاته والدهون والزيوت والأغذية المرافقة مثل الشاي والمشروبات الأخرى وحليب الأطفال. يُقدر عالميًا أن سوء التغذية والعوز الغذائي يتسببان بوفيات تتراوح بين ثلاثة إلى خمسة أشخاص سنويًا.

## الأنواع
الأنواع الرئيسة لإغناء الأغذية:
1. التدعيم التجاري والصناعي (دقيق القمح، ودقيق الذرة، وزيوت الطهي).
2. التدعيم الحيوي (زراعة المحاصيل لزيادة قيمتها الغذائية، وقد يشمل ذلك الزراعةَ الانتقائية التقليدية والهندسة الوراثية).
3. التدعيم المنزلي (مثلًا: قطرات فيتامين د).[4]

## الأساس المنطقي
كشفت منظمة الصحة العالمية ومنظمة الزراعة والغذاء وغيرها من المنظمات المعتبرة عن وحود أكثر من ملياري شخص عالميًا يعانون من عدة حالات من العوز الغذائي. في عام 1992، تعهد 159 بلدًا في مؤتمر التغذية الدولي لمنظمة الصحة العالمية ومنظمة الزراعة والغذاء بأن يبذلوا جهودًا للمساعدة في محاربة مشاكل عوز المغذيات الصغرى، مؤكدين على أهمية تقليل عدد الأشخاص الذين يعانون من عوز اليود أو فيتامين أ أو الحديد.
من الإحصائيات الهامة التي أدت إلى هذه الجهود هو الاكتشاف بأنه واحد من ثلاثة أشخاص في العالم بحالة خطر الإصابة بعوز الحديد أو اليود أو فيتامين أ. على الرغم من أن إغناء الأغذية بمفرده لن يتمكن من حل مشكلة العوز، لكنه يُعتبر خطوةً باتجاه تقليل انتشار حالات العوز والظروف الصحية المرافقة لها.
حددت قوانين الغذاء والدواء في كندا معايير خاصة لتبرير إغناء الأغذية:
1. للتعويض عن المغذيات المفقودة أثناء عملية تحضير المنتج ( مثلًا تصنيع الطحين).[6]
2. لتعمل تدخلًا بالصحة العامة.
3. لضمان المكافئ الغذائي للأغذية البديلة (مثلًا لجعل الزبدة والمارجرين متشابهتان في المحتوى، وحليب الصويا والحليب البقري).
4. لضمان التركيبة الغذائية من الأملاح المعدنية والمعادن لغايات غذائية محددة ( مثلًا المنتجات الخالية من الغلوتين، أو الأغذية قليلة الصوديوم أو أي منتجات أخرى مصممة خصيصًا لمتطلبات غذائية خاصة بالفرد).

هناك أيضًا عدة محاسن لمعالجة العوز الغذائي بين الناس عبر إغناء الأغذية مقارنة بطرق أخرى. قد تشمل -ولا تقتصر على- معالجة السكان دون تدخلات غذائية محددة تتطلب تغييرًا في أنماط الغذاء؛ إذ لا يحتاج التوفير المستمر للمغذيات إلى التزام فردي، ما قد يحافظ على المخازن الغذائية بكفاءة أكثر خاصةً إذا استُهلكت بانتظام.

## النقد
تقول عدة منظمات مثل منظمة الصحة العالمية ومنظمة الزراعة والغذاء وصحة كندا وأبحاث نستلة إنه ثمة حدود للإغناء الغذائي. قد يؤدي إغناء الأغذية إلى إيصال كميات مفرطة من المغذيات لبعض الأفراد مع آثار جانبية مرافقة للأمر. يعد الفلورايد مثالًا جيدًا، إذ يسبب تصبغًا دائمًا للأسنان. ومن الأمثلة الأخرى الحديدُ؛ لأن تدعيمه بقصد إفادة النساء قد ينتج عنه استهلاك مفرط من قبل الرجال.
تصرح منظمة الصحة العالمية بأن التقييدات على الإغناء الغذائي قد تشمل مشاكل في حقوق الإنسان مشيرة إلى أن المستهلكين يملكون الحق باختيار الأغذية المدعمة أو غير المدعمة، واحتمالية الطلب غير الكافي على المنتجات المدعمة، وزيادة تكاليف الإنتاج، ما يؤدي إلى زيادة تكاليف البيع بالتجزئة، واحتمالية ألا تكون المنتجات المدعمة حلًا لحالات عوز المغذيات عند السكان قليلي الدخل الذين قد لا يتمكنون من شراء المنتج الجديد، والأطفال الذين قد لا يكونون قادرين على استهلاك كميات مناسبة منه.
وبالإضافة لانتقاد التدعيم الذي تقوم به الحكومة، انتُقدت شركات الأغذية بسبب إغنائها العشوائي للأغذية لأغراض تسويقية. أدت المخاوف من سلامة الغذاء إلى قانون في الدنمارك عام 2004 يمنع الأغذية المدعمة بفيتامينات وأملاح معدنية إضافية. من المنتجات المحظورة: مقرمشات الأرز وشريدرز وهورليكس وأوفالتاين ومارميت.

## الامتصاص المحدود
من العوامل التي تحد منافع الإغناء الغذائي هو أن المغذيات المعزولة التي تُعاد إلى الأطعمة المعالجة بعد أن فقدت العديد من موادها الغذائية، قد لا تكون متوافرة أحيائيًا كما هي في شكلها الأساسي ضمن الأغذية الكاملة. مثلًا: الحليب منزوع الدسم، يُنزع منه الدسم، ثم يضاف إليه فيتامين أ وفيتامين د. يعد فيتامين أ وفيتامين د من الفيتامينات الذوابة في الدهون التي لا تذوب في الماء، أي عند استهلاك الشخص للحليب منزوع الدسم في غياب الدهون لن يكون قادرًا على امتصاص نفس كمية الفيتامينات التي سيحصل عليها من الحليب الكامل. من جهة أخرى قد تكون المادة الغذائية المضافة للتدعيم ذات توافر أحيائي أعلى من الأغذية الأخرى وهذه هي حالة حمض الفوليك المستخدم لزيادة تناول الفولات.
قد تؤثر المواد الكيميائية النباتية مثل حمض الفيتيك الموجود في الحبوب الغذائية على امتصاص المغذيات، مقللةً التوافر الأحيائي للمغذيات الأصلية والمضافة ومقللة من فعالية برامج التدعيم.

## أشكال مختلفة للمغذيات الصغيرة
هناك مخاوف من ان المغذيات الصغرى معرفة قانونيًا بطريقة لا تميز بين أشكالها المختلفة، وأن الأغذية المدعمة غالبًا ما تحوي مغذيات بتوازن لا يوجد بشكل طبيعي. فمثلًا: في الولايات المتحدة، يُدعم الغذاء بحمض الفوليك الذي يعتبر واحدًا من الأشكال الطبيعية للفولات والذي يشكل كمية صغيرة من الفولات الموجودة في الأغذية بشكل طبيعي. وفي حالات عديدة مثل حالة الفولات، يبقى السؤال مفتوحًا حول ما إذا كان استهلاك حمض الفولات بهذا الشكل ذا منافع أو مخاطر. وفي العديد من الحالات تكون المغذيات المضافة لتدعيم الأغذية صناعية.
تكون المغذيات الصغرى في بعض الحالات المضافة سامة بشكل فعال بتراكيز عالية كافية حتى وإن كانت أشكالها الأخرى آمنة بنفس الجرعات أو أكثر. هناك أمثلة على هذه السمية في أشكال الفيتامينات الصناعية أو الطبيعية. يعتبر الريتنول، وهو شكل فعال من الفيتامين أ،  سامًا بجرعات أقل بكثير من أشكاله الأخرى مثل البيتا كاروتين، ويُعتبر الميناديون سامًا أيضًا، وهو من أشكال فيتامين ك المصنعة تدريجيًا.